# Doftschersmin
Doftschersmin (Philadelphus coronarius) är en art inom familjen hortensiaväxter.
Bladen och blommorna innehåller giftiga ämnen.

## Synonymer
- Philadelphus acuminatus Lange
- Philadelphus nanus Mill.
- Philadelphus pallidus C.K.Schneid.
- Philadelphus pekinensis Rupr.
- Philadelphus primuliflorus hort.
- Philadelphus schrenkii Rupr.
- Philadelphus tenuifolius Rupr.
- Syringa suaveolens Moench

## Externa länkar

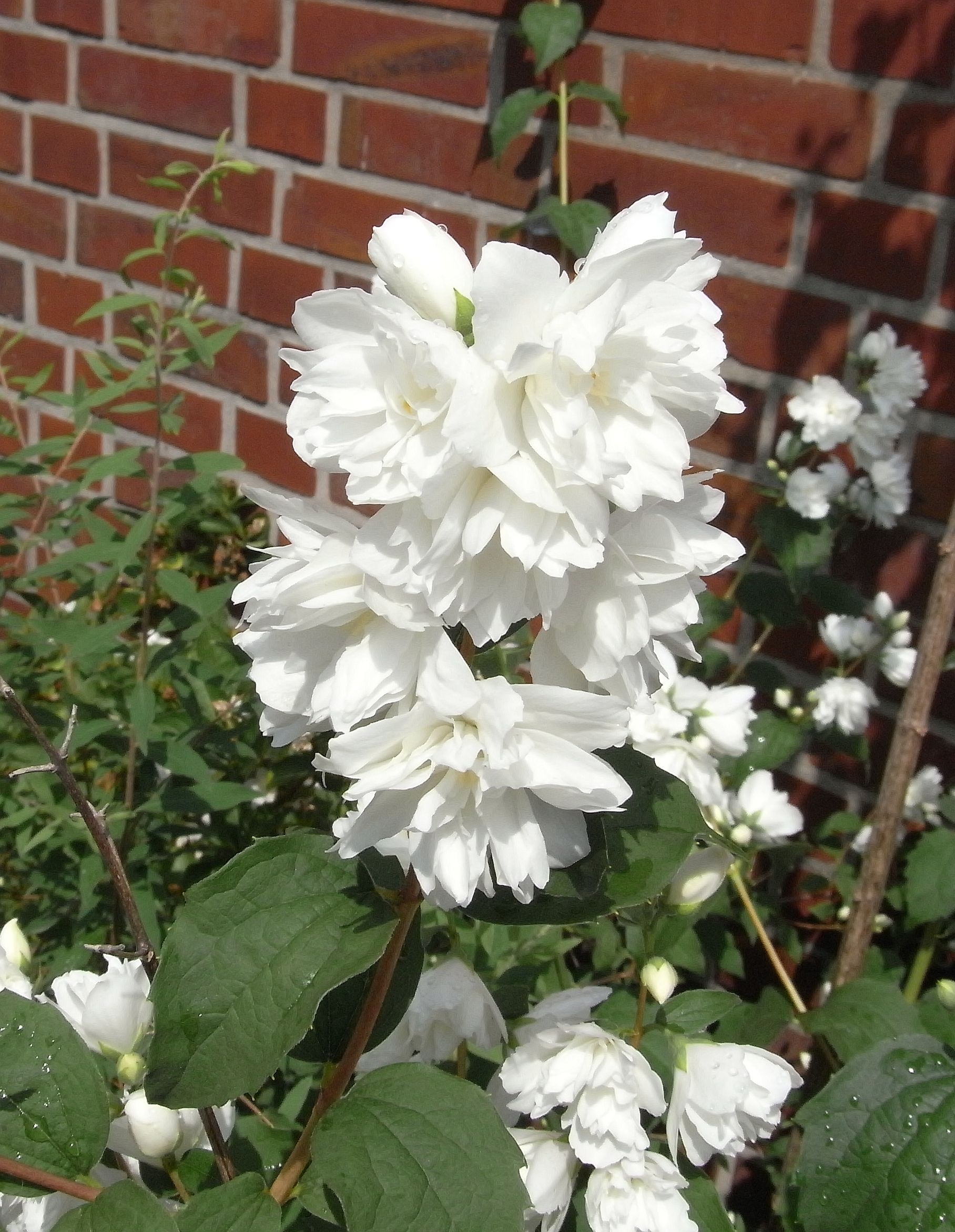